# パラティーノ
パラティーノ（ラテン語: Palatinus, パラティヌス、イタリア語: Palatino）、パラティーノの丘（ラテン語: Mons Palatinus モンス・パラティヌス）は、ローマの七丘のうちの一つ。最も歴史が古いといわれている。
パラティヌスの丘には、パラティウム（Palatium）とケルマヌス（Cermalus）の二つの頂があるが、紀元前3世紀頃以降は、パラティウムはパラティヌスの丘全体のことを指すようになる。
フォルム・ロマヌムとキルクス・マクシムス（大競技場）の間にある。古代にはローマ建国の英雄ロムルスとレムスがかつて住んだとされ、その後貴族の邸宅が建てられ、のちに初代皇帝アウグストゥスを筆頭に歴代の皇帝の宮殿が建てられたため、イタリア語や英語で宮殿（Palazzo, Palace）を意味する語の語源となった。

## 建国神話
ローマ神話によると、軍神マルスとレア・シルウィア（アルバ・ロンガの王ヌミトルの娘）の間に双子ロームルスとレムスが生まれたとされている。王の末弟のアムリウスは王位を奪っていたが、兄の孫である双子の復讐を恐れて、双子をテヴェレ川に捨てた。双子は狼に拾われ、ここパラティヌスにあった洞窟で育てられた。そのため、この洞窟があった場所はルペルカル（ラテン語: Lupercal, 狼=Lupaが語源）とも呼ばれる。やがて豚飼いのファウストゥルスに保護され、その妻アッカ・ラレンティアに育てられる。やがて2人は成長し、祖父の軍隊に山賊と間違えられてとらえられ尋問されるうちに孫と判明する。間もなく兄弟は反逆者の叔父を殺し、祖父を復位させた。兄弟は、自分たちが捨てられたテヴェレ川の川岸に国を建設しようと決めた。ロムルスはパラティヌスの丘が、レムスはアウェンティヌスの丘が良いと主張する。兄弟のうちのどちらが建設者になるかを鳥占いで決めることになり、兄のロームスに軍配が上がり、新しい町（Roma quadrata）の城壁を築くために溝を掘り始めた（壁を築き始めたという説もある）。それに弟のレムスが怒り兄をあざけったので、兄弟の間で戦いが起こり、弟が兄に殺されてしまった。弟を立派に埋葬した兄ロームスは紀元前753年4月12日ローマを建国し、パラティヌスに多くの人を住まわせた。彼は40年間統治し、雲の中へ消えていった。これがローマの起源だとされている。
パラティヌスで起こった神話上の出来事は他にもあり、ヘラクレスがゲーリュオーンの牛の群を連れてギリシアに帰る途中この地を訪れ、牛を盗まれたためカークスを倒したといわれる場所である。その戦いのときにヘラクレスの棍棒で穿たれた割れ目が、パラティヌスの丘の南東に残っているという。

## 歴史
発掘調査によれば、紀元前1000年頃にはパラティヌスに人が居住した痕跡が見つかっている。古代ローマの歴史家リウィウスによれば、（ローマ建国前のこと）サビニ人とアルバ人がローマに移住してきた時に、もともとここに住んでいたローマ人はパラティヌスに移り住むようになったとされる。共和政ローマ期（紀元前6世紀〜紀元前1世紀）には、貴族など裕福な人々がパラティヌスに住まいを構えるようになる。帝政ローマ期（紀元前後〜）、この地区は皇帝が住む宮殿が建ち並ぶ地区となる。ティベリウス帝（在位 14年-37年）が造営したドムス・ティベリアナ、ドミティアヌス帝などフラウィウス朝期（69年-96年）のドムス・フラウィアなどである。ティベリウス帝が建てた宮殿を除くすべての宮殿群のことを、ドムス・アウグスターナ（この場合のアウグスターナは皇帝を意味し、アウグストゥスのみを指す言葉ではない）と呼ぶこともある。アウグストゥス帝（在位 BC27年-14年）は自ら建てたドムス・アウグスティの隣にアポロン神殿 (パラティヌス)も造営している。古代ローマ期を通じ、パラティヌスはユノやマイアを崇拝するルペルカーリア祭が行われる場所でもあった。

## 概要
アウグストゥス帝の妃リウィア・ドルシッラの宮廷とみられているドムス・リウィアエが、現在修復作業中である。隣にはキュベレーを祀るキュベレー神殿は発掘作業中で、一般公開はされていない。ドムス・リウィアエからフォルム・ロマヌムに向かう斜面にはドムス・ティベリアナが建てられている。
パラティヌスの丘の中央付近を占めるのはドムス・フラウィアの建物群で、ウェスパシアヌス、ティトゥス、ドミティアヌスといったフラウィウス朝（69年-96年）の皇帝たちが整備した。また、それ以降の皇帝たちもドムス・フラウィアをキルクス・マクシムス方向に向かって増築していった。キルクス・マクシムスから望むパラティヌスの建物群は、主にセプティミウス・セウェルス帝（在位 193年-211年）が増築したもので、ドムス・セプティミ・セウェリと呼ばれる。このセプティミウス・セウェルス帝が増築した宮殿の横にはスタディオン（ドミティアヌスのヒッポドローム）と呼ばれる戦車競技場キルクスに似た施設がある。戦車競技には狭すぎるため、古代ギリシアの陸上競技会を催す競技場だと推測する説もあるが、実際の利用方法は不明である。また、競技場の形をした庭園であったとする説もある。
現在、パラティヌスの遺跡群は、フォルム・ロマヌムとフラウィウス円形闘技場（コロッセウム）と一体となった広大な屋外博物館として一般公開されており、同一の入場券で見学可能である。

## 平面図

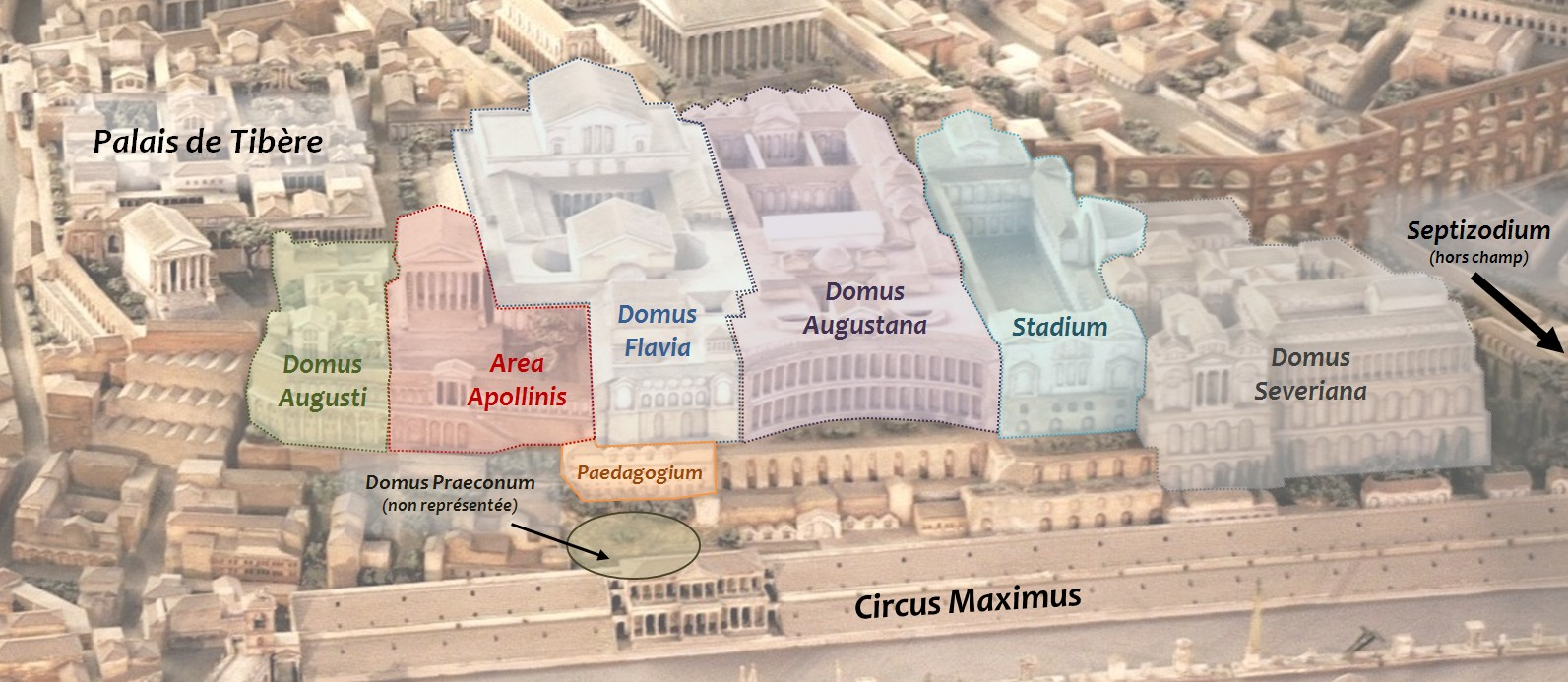
再現模型

1:ドムス・ティベリアナ,  2:ドムス・リウィアエ,  3:ドムス・フラウィア,  4:ドムス・アウグスターナ,  5:スタディオン,  6:ドムス・セプティミ・セウェリ,  7:アポロン神殿 (パラティヌス),  8:クラウディア水道の水道橋, 9:セウェルス浴場, A:アウグストゥスの家, B:キュベレー神殿, C:ロムルスの家, D:エラガバリウム, E:ホレア・アグリッピアーナ(穀物倉庫)

### 主な見どころ
- ドムス・フラウィア
- ドムス・アウグスターナ
- スタディオン
- ドムス・セプティミ・セウェリ

## 古代ローマ期の地形図とローマの七丘
紀元前31年のローマの地図上に示した、ローマの七丘およびその他の主要地形の名称。都市を囲む黒点線はセルウィウス城壁
初期ローマの七丘
都市ローマ成立前に人が定住したと伝えられる七丘で、オッピウス（オッピオ）、パラティウム（パラティーノの東側）、ウェリア（ヴェーリア）、ファグタル（オッピオの一部）、ケルマルス（パラティーノの西側）、カエリウス（チェリオ）、キスピウスの7つである。
※カッコ内は現代のイタリア語での表記。
ローマの七丘

都市ローマの起源となったローマの七丘は、アウェンティヌス（アヴェンティーノ）、カピトリヌス（カンピドリオ）、カエリウス（チェリオ）、エスクイリヌス（エスクイリーノ）、パラティヌス（パラティーノ）、クイリナリス（クイリナーレ）、ウィミナリス（ヴィミナーレ）の7つである。
※カッコ内は現代のイタリア語での表記。
現代のローマ七丘
アウェンティヌス（アヴェンティーノ）、カピトリヌス（カンピドリオ）、パラティヌス（パラティーノ）、クイリナリス（クイリナーレ）、ホルトゥロルム（ピンチョ）、ヤニクルム（ジャニコロ）、オッピウス（オッピオ）の7つである。
※カッコ内は現代のイタリア語での表記。